# 3954 Мендельсон
3954 Мендельсо́н (3954 Mendelssohn) — астероїд головного поясу, відкритий 24 квітня 1987 року.
Тіссеранів параметр щодо Юпітера — 3,703.